# Байтеряков, Нурэль-Гаян Нуриахмедович
Нурэль-Гаян Нуриахмедович Байтеряков (Нурлыгаян Нуриахметович, баш. Нурлығаян Нуриәхмәт улы Байтирәков; 1890—1974) — хирург. Полковник медицинской службы (1959), Заслуженный врач РСФСР и БАССР (1957). Один из организаторов здравоохранения Башкортостана.

## Биография
Байтеряков Нурэль-Гаян Нуриахмедович (Нурлыгаян Нуриахметович) родился 28 ноября 1890 года в деревне Шланлыкулево Белебеевского уезда Уфимской губернии (ныне Буздякского района Республики Башкортостан).
Окончил Уфимскую гимназию. Служил в составе Сибирского полка в звании младшего военного врача, принимал участие во Первой мировой войне.
В 1917 году окончил медицинский факультет Казанского университета. В 1918—1919 годах являлся заведующим Тамбовским губернским отделом здравоохранения. Участвовал в Гражданской войне.
В 1922 году Советом народных комиссаров Башкирской АССР был назначен заведующим отделом Уфимского городского отдела здравоохранения.
В 1923—1938 годах являлся главным врачом Первой советской больницы. В то же время в 1926—1930 годах был директором Башкирского медицинского техникума и преподавал в Башкирском медицинском университете.
В 1935 году одним из первых в республике провёл операцию на сердце, а позже — нейрохирургические операции на головном и спинном мозге.
С 1939 года служил в Красной Армии, участвовал в советско-финской и Великой Отечественной войнах. Являлся начальником медицинской части военно-санитарного поезда на Ленинградском фронте. В 1941—1945 годах был начальником военных госпиталей на 3-м Белорусском фронте.
В 1946—1960 годах руководил медицинской службой Министерства внутренних дел Башкирской АССР.
17 мая 1974 года умер в Уфе, похоронен на магометанском кладбище города.

## Звания и награды
- Заслуженный врач РСФСР (1957)
- Заслуженный врач БАССР (1957)[1]
- Орден Отечественной войны II степени (1945)
- Орден Красной Звезды (1944, 1948)
- Орден «Знак Почёта» (1948)

## Память
- В 1980 году в Уфе на доме (ул. Ленина, 2) где жил Байтеряков была установлена мемориальная доска[1].